# Џон Рис Дејвис
Џон Рис-Дејвис (енгл. John Rhys-Davies) је велшки глумац, рођен 5. маја 1944. године у Солсберију, Вилтшир (Енглеска).

## Филмографија
| Улоге Џон Рис-Дејвис |                                          |               |                           |          |
| Година               | Српски назив                             | Изворни назив | Улога                     | Напомена |
| 1981.                | Отимачи изгубљеног ковчега               |               | Салах                     |          |
| 1987.                | Дах смрти                                |               | генерал Леонид Пушкин     |          |
| 1989.                | Индијана Џоунс и последњи крсташки поход |               | Салах                     |          |
| 2001.                | Господар прстенова: Дружина прстена      |               | Гимли                     |          |
| 2002.                | Господар прстенова: Две куле             |               | Гимли, Дрвобради          |          |
| 2003.                | Господар прстенова: Повратак краља       |               | Гимли, Дрвобради          |          |
| 2003.                | Медаљон                                  |               | командант Хамерсток-Смајт |          |
| 2004.                | Принцезини дневници 2: Краљевска веридба |               | виконт Мабри              |          |
| 2004.                | Кћерка мускетара                         |               | Портос                    |          |
| 2018.                | Аквамен                                  |               | Краљ Брајн                | глас     |
| 2023.                | Индијана Џоунс и артефакт судбине        |               | Салах                     |          |
| 2023.                | Аквамен и изгубљено краљевство           |               | Краљ Брајн                | глас     |